# Служу Отчизне!
«Служу Отчизне!» — военная телепрограмма.

## История
Изначально ведущим программы был известный актёр, заслуженный артист России Борис Галкин, затем, с 8 сентября 2018 по 20 апреля 2019 и с 4 апреля по 27 декабря 2020 года, ведущим был военнослужащий запаса Вячеслав Корнеев, а с 27 апреля 2019 по 28 марта 2020 года программу вёл бывший корреспондент передачи Сергей Губанов. Передача выходила на Первом канале с 27 апреля 2003 года по 21 августа 2016 года рано утром по воскресеньям, поочередно с программой «Армейский магазин». С 22 октября 2016 по 27 декабря 2020 года программа выходила на ОТР сначала утром по субботам, затем по воскресеньям. Производство телекомпании «ВИD».

## О программе
«Служу Отчизне» — программа, которая рассказывает о военных специальностях, боевых искусствах, военных видах спорта, новых образцах оружия. Передача повествует о тех, кто посвятил свою жизнь службе России. В выборе тем для программы редакция также ориентируется и на будущих защитников отечества, для тех, кто ещё не сделал свой выбор. Для них рассказывается о разных воинских специальностях, боевых искусствах и военных видах спорта, новых образцах оружия и военно-патриотических клубах. Для родителей юных телезрителей каждый раз подробно рассказывается об особенностях и условиях призыва в армию, авиацию и на флот в студию приглашаются отвечающие за это офицеры, которым задаются те вопросы, которые часто звучат в письмах в адрес редакции.
В сентябре 2016 года на Первом канале передача была заменена другой программой о российских вооружённых силах — «Часовой». С 22 октября 2016 по 27 декабря 2020 года выходила на ОТР. В настоящее время программа закрыта.